# Galen Spencer
Pour les articles homonymes, voir Spencer.
Galen Carter Spencer, né le 19 septembre 1840 à New York et mort le 19 octobre 1904 à Greenwich (Connecticut), est un archer américain.

## Biographie
Aux Jeux olympiques d'été de 1904 se tenant à Saint-Louis, Galen Spencer est sacré champion olympique par équipe avec les Potomac Archers, à l'âge de 64 ans. Il meurt quatre semaines plus tard.